# Ana María Sánchez de Ríos
Ana María Liliana Sánchez Vargas de Ríos (Lima, 28 gennaio 1959) è una politica e avvocata peruviana.

## Biografia
Si è laureata in giurisprudenza presso la Pontificia Università Cattolica del Perù.

## Carriera
Nel 1980 è entrata nel servizio diplomatico, raggiungendo il grado di ambasciatore il 1º gennaio 2013.
Ha ricoperto ruoli all'interno del Ministero degli Affari Esteri. Servì presso l'Ambasciata in Ungheria, nel Consolato in San Paolo, nel Consolato a Città del Messico e rappresentante permanente del Perù alla Organizzazione degli Stati americani.
Il 2 aprile 2015 prestò giuramento come ministro degli Esteri, integrando nel Consiglio dei Ministri presieduto da Pedro Cateriano, sotto il presidente Ollanta Humala. Il giorno prima era stata nominata ambasciatore del Perù in Francia, carica che non assumette per la sua nuova responsabilità.